# 滚彩蛋

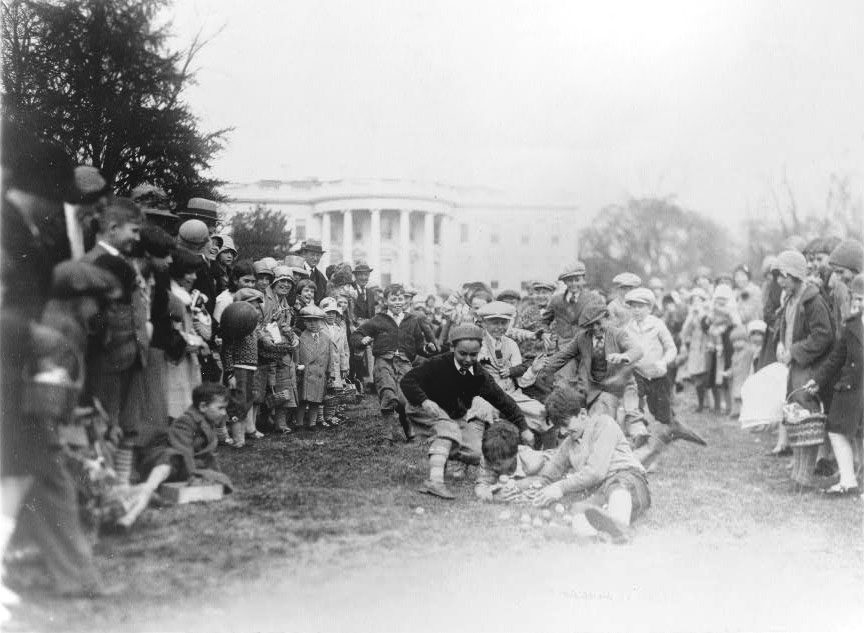
1929年，在白宫草坪上进行的滚彩蛋比赛

滚彩蛋或称复活节滚彩蛋是一项在复活节举行的关于鸡蛋的传统活动。这个活动在不同国家有不同的形式，通常使用经煮熟和装饰的鸡蛋。

## 历史
在基督以前，撒克逊人崇拜春季女神俄斯特，据称俄斯特在每年3月21日前后、昼夜平分点时大摆筵席。俄斯特的代表动物是春兔，而鸡蛋则是代表大地在春天重生的符号。后来教宗額我略一世吩咐他的传教士沿用以前的宗教场所和节日，并尽可能将其吸收、转化成基督教的仪式。而基督徒庆祝耶稣复活正好可以与异教徒的俄斯特的春宴合二为一，许多相关异教传统也为基督教的庆典所继承。在英国、德国和其它国家，儿童根据传统在复活节当天将鸡蛋滚下山，而这个传统被认为是耶稣复活之前、其坟头的石块滚下山这一传说的符号。复活节滚彩蛋，连同其它如复活节兔等等传统，经欧洲殖民者传播，被带往了新大陆。

## 英國
在英國，把彩蛋沿著草地滾下山坡的傳統可以追溯到數百年前的“pace-egging”。這名字源自古英文Pasch，為Pesach，即踰越節之意。在蘭開郡，每年一度的滾彩蛋比賽在普雷斯頓的Avenham公園以及拉姆斯博滕（Ramsbottom）附近的Holcome Hill舉行。蘭開郡當地有一個古老的傳說提到，滾彩蛋時破碎的蛋殼要小心的壓碎，要不然會被女巫偷走並當成船隻使用。
其他的傳統滾彩蛋地點有彭里斯的城堡的護城河、德比(Derby)的Bunkers Hill以及愛丁堡的亞瑟王座等等。伯克郡紐伯里市附近的Beacon Hill也是一個理想之處。按照傳統，人們將雞蛋包裹著洋蔥皮里並放在開水中燒煮，使得雞蛋外殼上出現金黃色的斑紋（現在人們通常只是將斑紋畫在蛋殼上），而小孩們則進行比賽，看誰可以將雞蛋滾得最遠。
人們會在復活節當天將雞蛋吃掉或是送給一群叫“Pace-eggers”的人——這群人穿著奇妙的服裝，沿街人歌唱傳統pace-egging歌曲並收集捐款，作為他們表演mummers play的禮物。這個傳統在科茨沃尔德的Linctus Peverell也得以保存。村裡的年輕人打扮成mummers並唱著傳統的“Gander song”。
在格拉斯米爾的威廉·華兹華斯（英國詩人）博物館中，其中一批藏品就是由這位詩人的子女精心裝飾的彩蛋。

## 美国

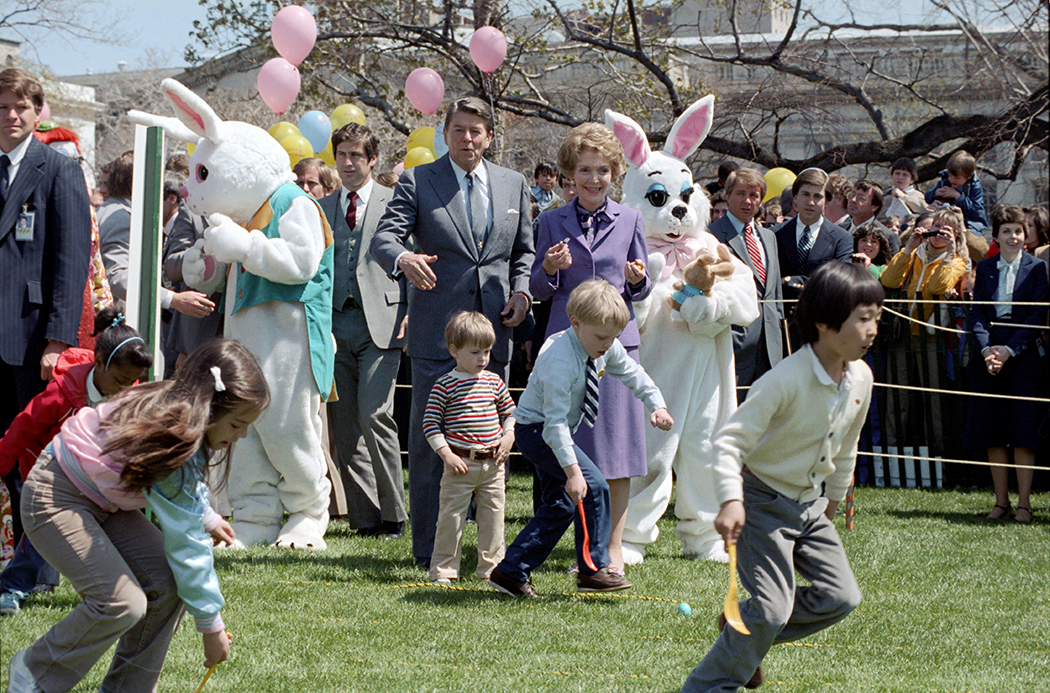
里根一家在1982年白宮復活節滾彩蛋活動上

在美国，复活节滚彩蛋是一年一度的大事，每年复活节都在白宫的草坪上为儿童和父母举行。

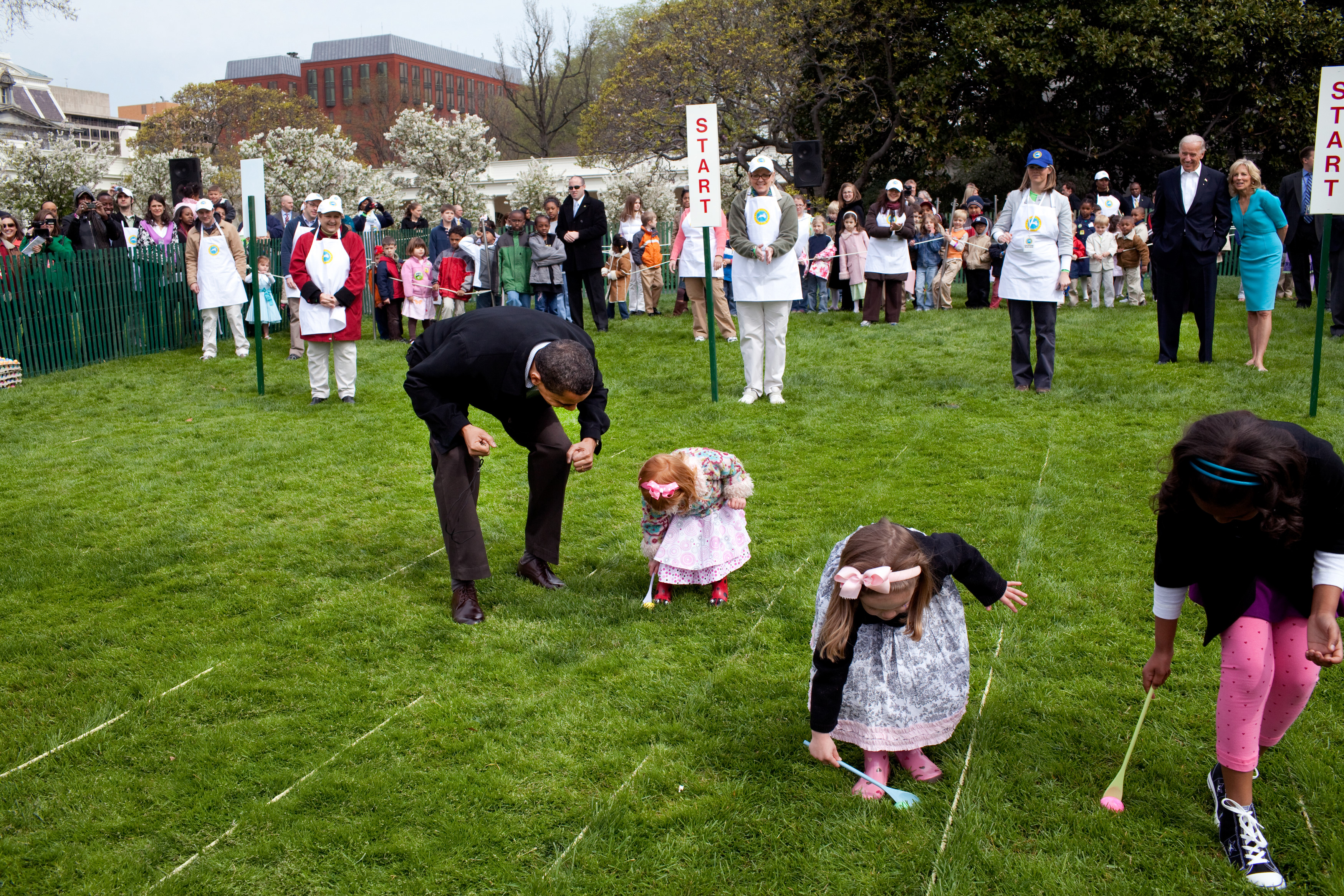
贝拉克·奥巴马在2009年白宮復活節滾彩蛋活動上

滚彩蛋本身是一项竞赛，儿童使用一个长柄的勺子推动一颗鸡蛋在草地上滚动。除此之外，滚彩蛋的活动还包括白宫知名人士穿着复活节兔服装现身、内阁官员的演讲和朗读书本的活动，以及彩蛋展览等等。
传说，詹姆斯·麦迪逊的夫人多莉·麦迪逊于1814年开始这项活动，数以百计的儿童带来彩蛋并参与这项比赛。最初的活动地点是美国国会大厦前的空地上，但1877年时，由于种植新草坪的关系，活动被取消。随后，国会通过法律，禁止将这块空地用作儿童的游乐场。后来，时任总统拉瑟福德·海斯，在包括自己子女在内的众多儿童的请求下，他与夫人露西·海斯将这项活动移到白宫草坪上进行。在富兰克林·罗斯福就任总统期间，这项活动又被取消，但到艾森豪威尔掌权时，他的夫人又重新开展这项活动。艾森豪威尔的夫人甚至还首次将这项活动对黑人儿童开放。2009年，贝拉克·奥巴马正式地邀请同性配偶及其子女出席复活节滚彩蛋活动。实际上在前一年，已经有同性婚姻家庭出席滚彩蛋活动了。
2009年4月13日，奥巴马一家主持了他们的第一次白宫复活节滚彩蛋活动。当年活动主题是“我们一起玩吧！”，旨在鼓励年轻人过健康、积极的生活。
这项活动出现在2007年电影《国家宝藏2：神秘书》中。

## 其它国家
在德国，将鸡蛋在一条由许多棍子制成的轨道上滚得最快的参赛者将会获得一份奖品。在丹麦，人们将彩蛋从草原或森林里的山坡上滚下——滚得最远的参赛者将获胜——比赛结束后，人们会将没有破的鸡蛋吃掉。这项传统在克厄附近地区最为常见。在荷兰，将鸡蛋滚得最远的参赛者获胜，得到一份奖品。在立陶宛，参赛者将收集被自己滚出的彩蛋碰到的其它彩蛋。
在埃及，儿童将红色和黄色的鸡蛋滚向另一排鸡蛋，而第一个将那一排鸡蛋其中一个撞碎的可以将那一排鸡蛋全部据为己有。
在东欧，滚彩蛋演变其它传统，如撞蛋和彩蛋装饰等。